# Mono (tribo)
Os monos são um povo ameríndio tradicionalmente encontrado nas montanhas ao sul de Serra Nevada (geralmente sul de Bridgeport), na Califórnia (Estados Unidos).